# Mário Zambujal
Mário Zambujal es un periodista y escritor portugués nacido en Moura, en el Alentejo,  el 5 de marzo de 1936.
Muy conocido como periodista deportivo en la Televisión RTP de Portugal, contribuyó en programas de radio. También fue editor del diario deportivo Record, director del diario Se7e, el semanario Tal & Qual , y columnista del diario 24 Horas.
Aunque no se considera escritor, hasta la fecha ha publicado ocho libros, dos de ellos con otros escritores.

## Obra
- 1980 - Crónica dos Bons Malandros
- 1983 - Histórias do Fim da Rua
- 1986 - À Noite Logo se Vê
- 2003 - Fora de Mão
- 2005 - Os Novos Mistérios de Sintra
- 2006 - Primeiro as Senhoras
- 2008 - Já Não Se Escrevem Cartas de Amor
- 2009 - Uma noite não são días
- 2010 - Dama de Espadas
- 2011 - Longe é um bom lugar
- 2012 - Cafuné
- 2013 - O Diário Oculto de Nora Rute
- 2014 - Serpentina
- 2015 - Uma Noite não são dias
- 2015 - Talismã - a Desordem Natural das Coisas
- 2016 - Romão e Juliana
- 2018 - Então, boa noite
- 2019 - Rodopio